# Cá đuối bướm California
Cá đuối bướm California (tên khoa học Gymnura marmorata) là một loài cá đuối trong bọ Gymnuridae. Nó được tìm thấy tại Colombia, Costa Rica, Ecuador, El Salvador, Guatemala, Honduras, Mexico, Nicaragua, Panama, Peru, và Hoa Kỳ. Môi trường sống tự nhiên của chúng là biển nông, rạn san hô, cửa sông, đầm lầy thủy triều, và đầm phá ven biển.